# Protestantische Kirche (Albsheim an der Eis)

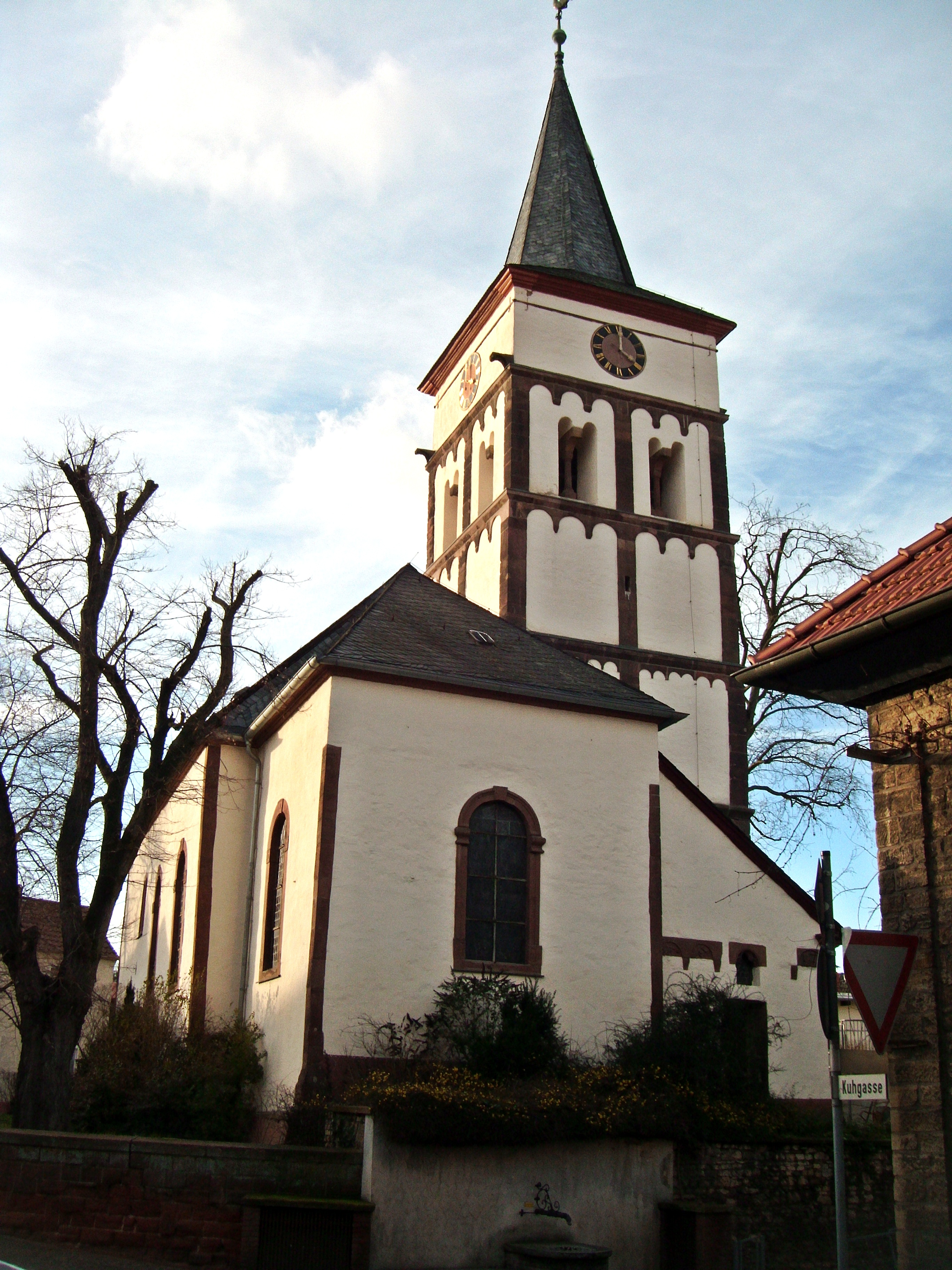
Ansicht von Osten

Die Protestantische Kirche ist das älteste Gebäude des pfälzischen Dorfes Albsheim an der Eis, einem Ortsteil von Obrigheim. Sie liegt im nordwestlichen Bereich des Dorfes, direkt an der Hauptstraße.

## Geschichte

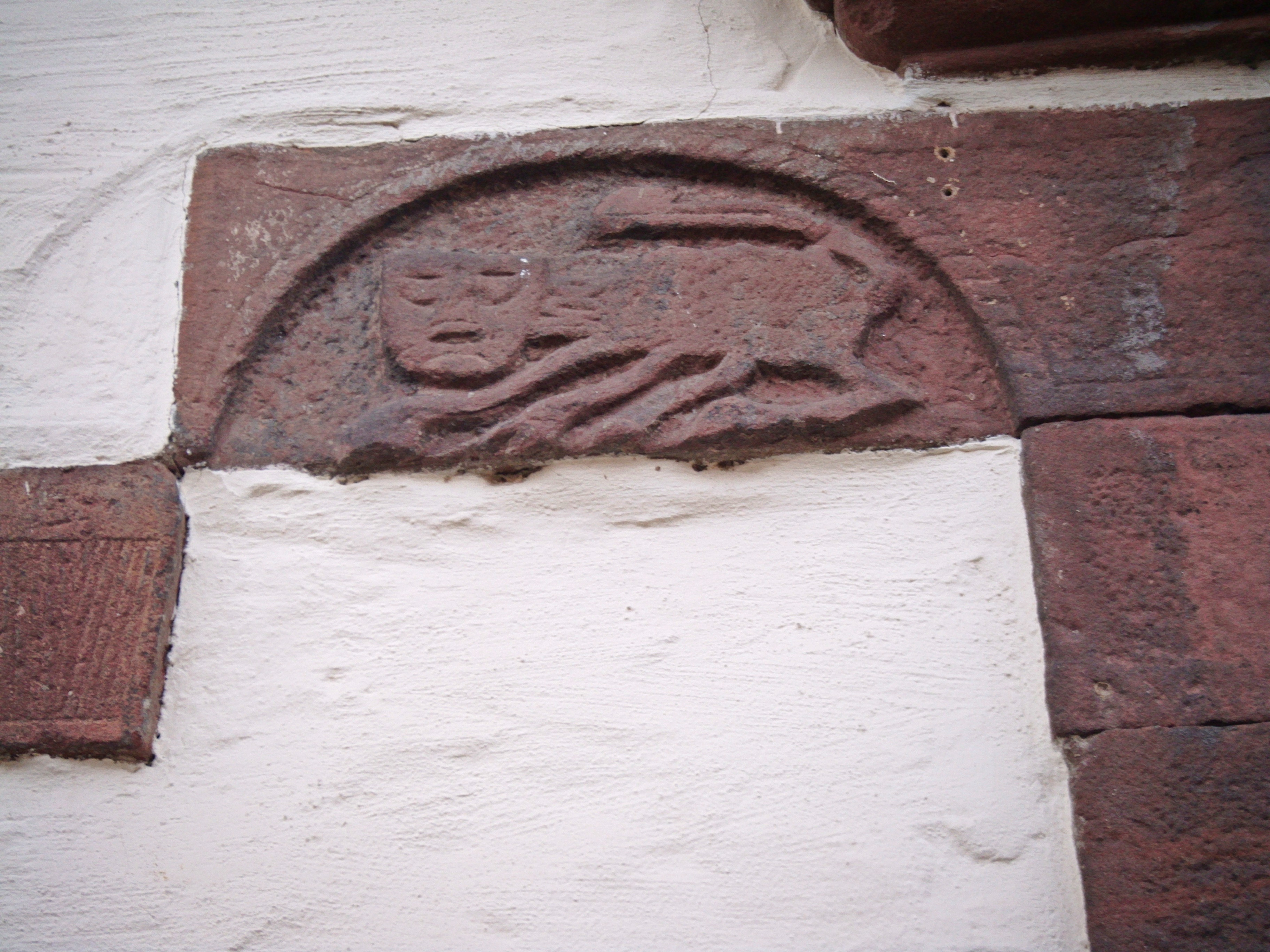
Romanischer Rundbogenfries mit Katze, an der Sakristei

Die Kirche war ursprünglich dem hl. Stephanus geweiht. Im Wormser Synodale von 1496 ist noch ein Nebenaltar zum Hl. Kreuz aufgeführt. Sie gehörte zum Bistum Worms, Dekanat Neuleiningen und die Ritter von Lautersheim besaßen damals das Kirchenpatronat. 1560 wurde das Gotteshaus lutherisch und eine Filiale der Pfarrei Asselheim. Ab 1650 war Albsheim eine eigenständige Pfarrei, nach der lutherisch-reformierten Union von 1818 schlug man es zu Mühlheim. Heute gehört es wieder zur Pfarrei Asselheim. In Anlehnung an den historischen Kirchenpatron zeigten die alten Gemeindesiegel von Albsheim alle ein Abbild des Hl. Stephan.

## Baubestand
Die Kirche ist ein im Kern romanisches Bauwerk mit gotischen und barocken Veränderungen.
Das rechteckige Langhaus weist drei Fensterachsen mit großen Rundbogen-Barockfenstern auf. Die gleichen Fenster befinden sich im Chor, wobei das dortige Ostfenster die Jahreszahl 1749 trägt. Auf der Langhaus-Südseite ist ein gotisches Spitzbogenportal mit der Datierung 1515 eingelassen, das als Haupteingang dient. Darüber befindet sich ein altes, spitzbogiges Doppelfenster. Daraus kann man ersehen, dass die früheren Fenster wesentlich kleiner und in zeittypischer Form eines Obergadens angelegt waren. In der Nordwand des Kirchenschiffes ist ein zugesetztes romanisches Portal sichtbar. An den westlichen Dachgesimsen sind romanische Traufsteine vorhanden.
Östlich an das Langhaus schließt sich der eingezogene, quadratische Chor mit Kreuzrippengewölbe. Der Gewölbeschlussstein ist rund, trägt ein Rebmesser als Relief und eine lateinische Minuskelumschrift mit Abkürzungen, deren Übersetzung lautet: „Jodocus Treillemer, im Jahre des Herrn 1520, Pastor dieser Kirche“.
An der Nordostecke des Kirchenschiffes ist nördlich der romanische Kirchturm angebaut, der markanteste Teil der Anlage, den man ins letzte Drittel des 12. Jahrhunderts datiert. Er ist ca. 50 m hoch und besitzt sechs Geschosse mit Spitzhelm. Das oberste, kürzere Geschoss mit Dachstuhl ist später aufgesetzt. Über den Geschossen sind Trennungsgesimse vorhanden, am dritten, vierten und fünften Stock ist der Turm durch Eck- und Mittellisenen gegliedert die durch Rundbogenfriese verbunden sind. Das fünfte Geschoss besitzt zu jeder Seite hin zwei gekuppelte, rundbogige Schallöffnungen mit Mittelsäule. Das unverputzte Untergeschoss hat ein romanisches Tonnengewölbe.
In der Eckfläche, nördlich des Chores und östlich des Turmes sitzt die angebaute Sakristei mit Tonnengewölbe und steilem Pultdach. Sie weist an der Ostseite, außer einem gotischen Fensterchen, drei gut erhaltene, romanische Bogenfriese mit Tierdarstellungen auf, die zu den wertvollsten Kulturdenkmälern des Dorfes zählen. Ganz rechts erscheint eine Katze und ganz links ein Löwe. Die mittlere Darstellung dürfte eine frühe und anatomisch ungenaue Elefantenabbildung sein.
Das Gebäude ist weitgehend verputzt und besitzt ein Satteldach auf dem Langhaus, der Chor ist einseitig gewalmt. Die Ecken aller Bauteile bestehen aus bearbeiteten Sandsteinquadern.
Im Kircheninnern haben sich mittelalterliche Wandmalereien erhalten u. a. eine Darstellung des hl. Michael. Ebenso befindet sich im Chor ein gotisches Sandstein-Sakramentshaus mit einem Christuskopf unter dem Sonne und Mond platziert sind, wodurch ausgedrückt werden sollte, dass Christus sowohl über den Tag als auch über die Nacht herrscht. Auf der Empore steht, mit einem Barockprospekt, die älteste bespielbare Orgel der Pfalz, gebaut 1730 von Valentin Senn aus Seebach.

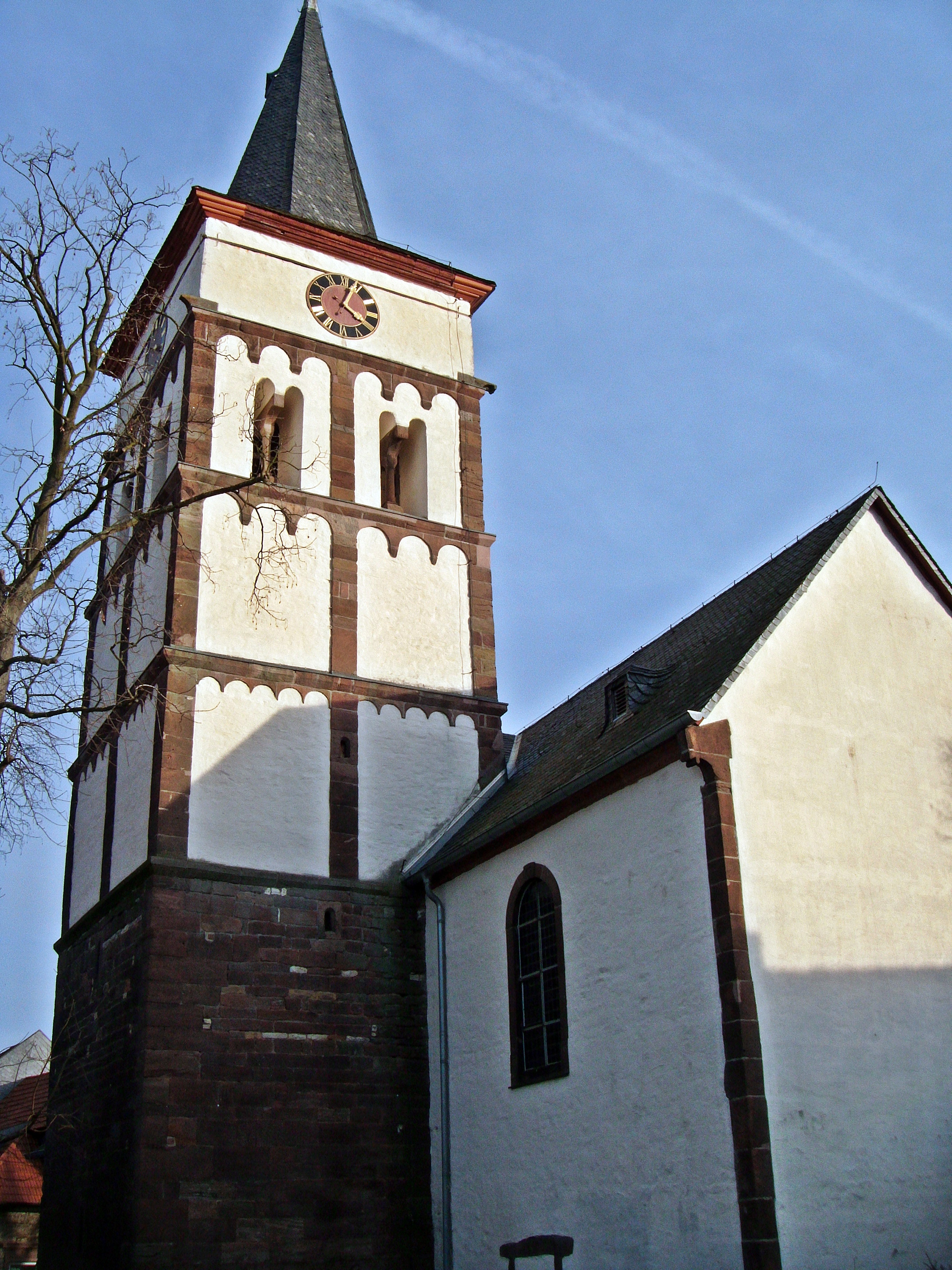
Die Kirche von Westen
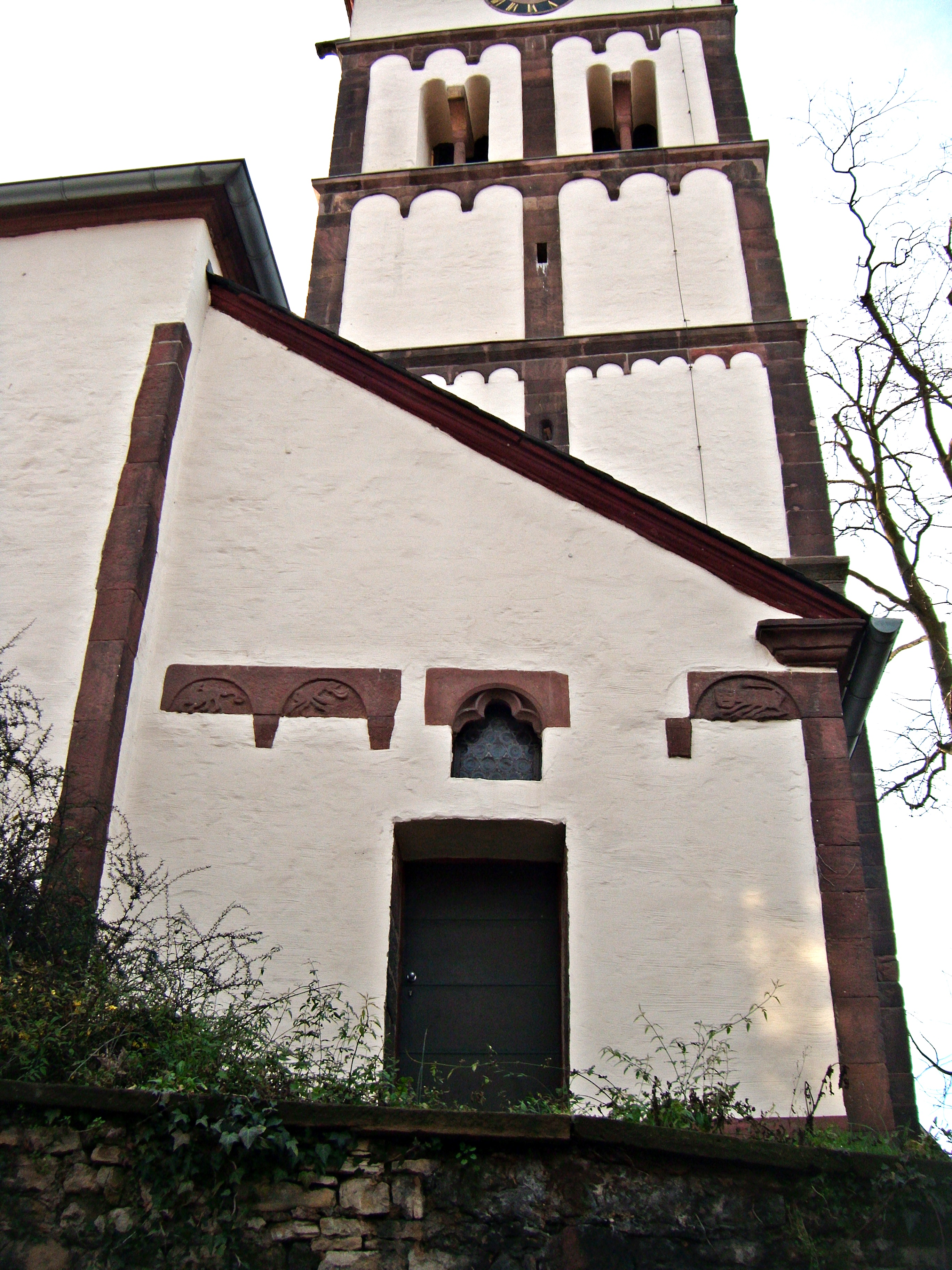
Sakristei und Turm von Osten
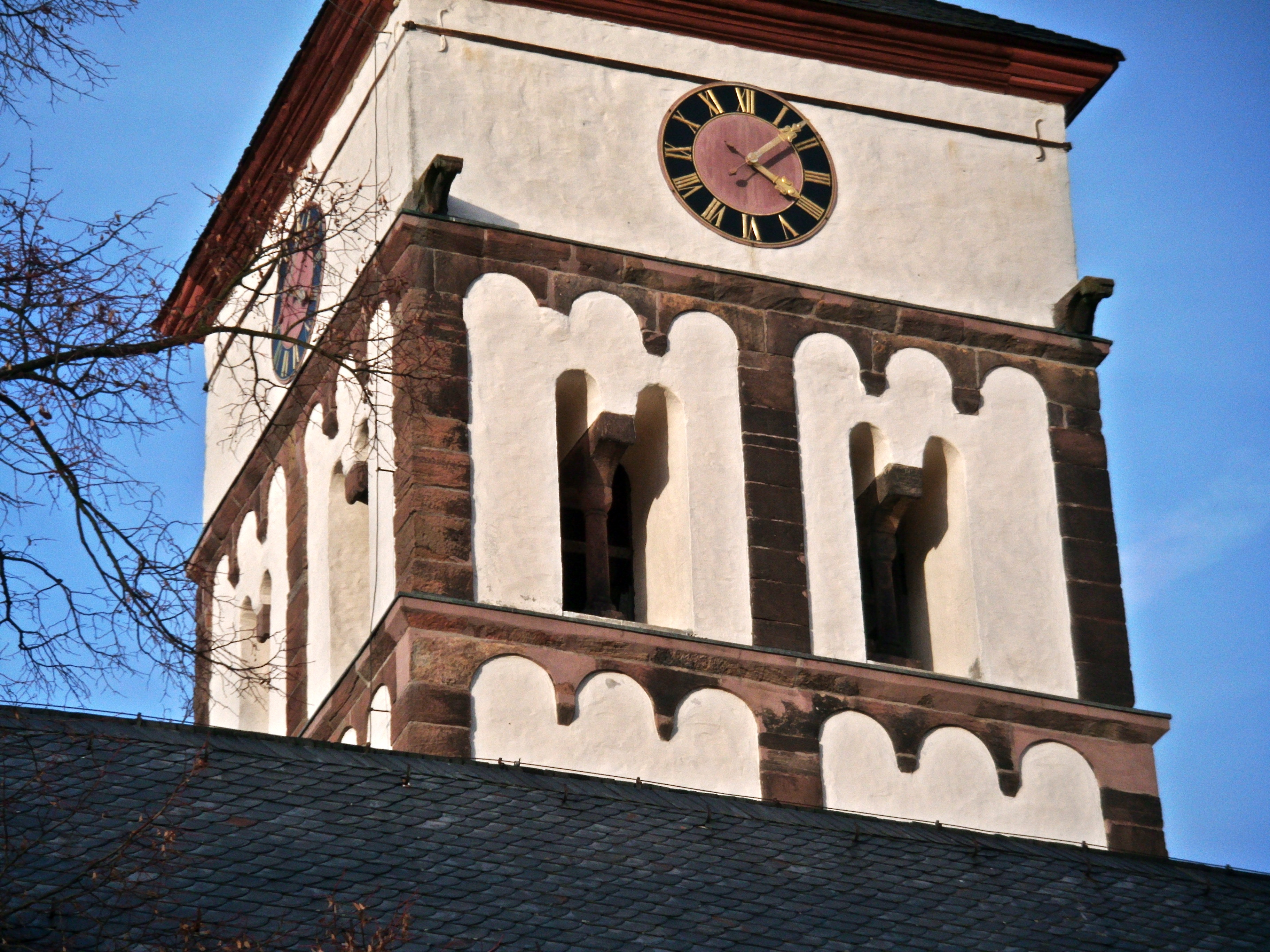
Kirchturm, Obergeschoss
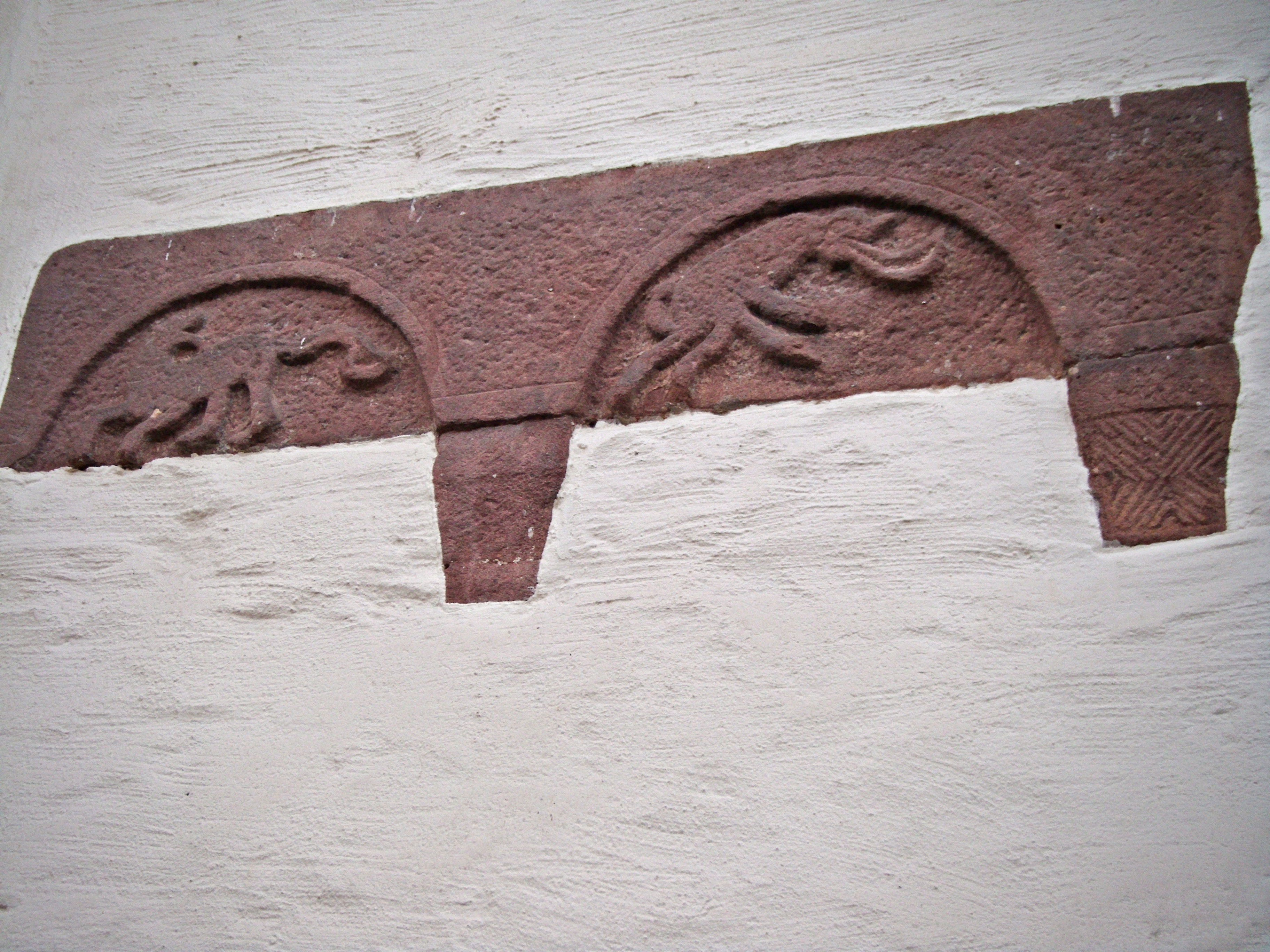
Romanischer Doppel-Rundbogenfries mit Löwe und Elefant (Sakristei)
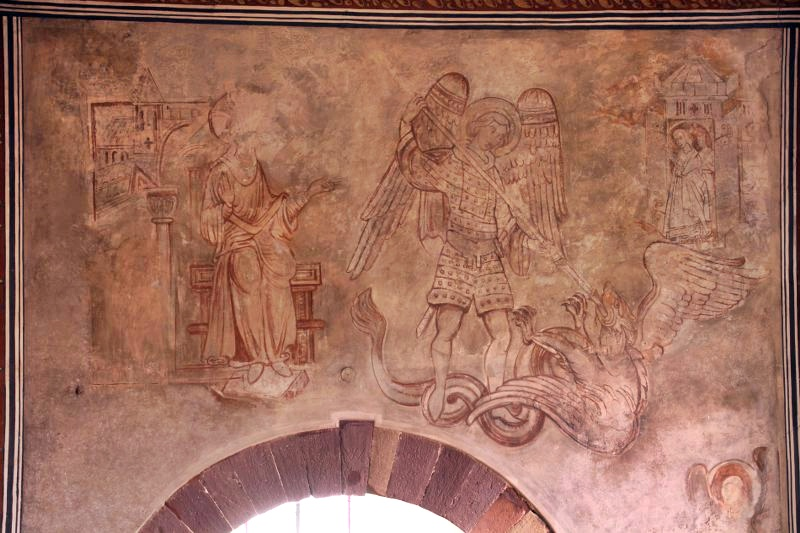
Mittelalterliche Wandmalereien (stark restauriert)